# René Séguier
Pour l’article homonyme, voir Séguier.
Pas d'image ? Cliquez ici

a Compétitions nationales et continentales officielles uniquement.

b Matchs officiels uniquement.
René Séguier, né le 8 septembre 1949 à Vendres (France), est un joueur international français de rugby à XV ayant effectué sa carrière au poste d'ailier à l'AS Béziers, après avoir débuté au SO Vendres.
Il est sextuple champion de France en 1971, 1972, 1974, 1975, 1977 et 1978 avec l'AS Béziers. Avec le club biterrois, il remporte également trois Challenge Yves du Manoir en 1972, 1975 et 1977.
Ses deux cousins, Christian et Jean-Pierre Pesteil, jouent avec lui à l'AS Béziers.

## Biographie
René Séguier connaît sa première sélection en équipe de France en octobre 1973 contre le Japon. Le mois suivant, il joue son deuxième et dernier match international contre la Roumanie.
Lors du Championnat de France 1974-1975, il se brise une côte en plongeant pour son essai lors de la finale.
Il est le meilleur marqueur du Championnat de France en 1976-1977 avec 23 essais.
Sur une passe de Richard Astre, Séguier marque un essai de plus de 80 mètres, avec une seule chaussure aux pieds, en finale du Championnat de France 1977-1978 face à l'AS Montferrand.
En dehors du rugby, il est employé de mairie.

## Statistiques en équipe nationale
- 2 sélections en équipe de France en 1973.

## Palmarès

### En club
- Vainqueur du Challenge Jules-Cadenat en 1970, 1971, 1972, 1975, 1977 et 1978 avec l'AS Béziers.
- Vainqueur du Bouclier d'automne en 1970, 1971, 1974, 1976 et 1977[note 1] avec l'AS Béziers.
- Vainqueur du Championnat de France en 1971, 1972, 1974[note 2], 1975, 1977 et 1978 avec l'AS Béziers.
- Vainqueur du Challenge Yves du Manoir en 1972, 1975 et 1977 avec l'AS Béziers.
- Finaliste du Bouclier d'automne en 1972 et 1975[note 3] avec l'AS Béziers.
- Finaliste du Challenge Yves du Manoir en 1973 et 1978 avec l'AS Béziers.
- Finaliste du Championnat de France en 1976 avec l'AS Béziers.

### Distinctions personnelles
- Meilleur marqueur du Championnat de France en 1977 (23 essais).